# Eskilstuna község
Eskilstuna község (svédül: Eskilstuna kommun) Svédország 290 községének egyike. Södermanland megyében található, székhelye Eskilstuna.
A jelenlegi község 1971-ben jött létre.

## Települések
A község települései:
| Település       | Népesség | Megjegyzés         |
| --------------- | -------- | ------------------ |
| Alberga         | 410      |                    |
| Bälgviken       | 260      |                    |
| Eskilstuna      | 70646    | a község székhelye |
| Hållsta         | 804      |                    |
| Hällberga       | 625      |                    |
| Hällbybrunn     | 3374     |                    |
| Kjulaås         | 851      |                    |
| Kvicksund       | 772      |                    |
| Skogstorp       | 2803     |                    |
| Sundbyholm      | 317      |                    |
| Torshälla       | 7614     |                    |
| Torshälla huvud | 399      |                    |
| Tumbo           | 295      |                    |
| Västra Borsökna | 482      |                    |
| Ärla            | 1281     |                    |